# Кречман, Винфрид
Винфрид Кречман (нем. Winfried Kretschmann; род. 17 мая 1948[…], Шпайхинген) — немецкий политик из партии «Союз 90/Зелёные», с 12 мая 2011 девятый премьер-министр земли Баден-Вюртемберг. Кречманн являлся в 1983—1984 и в 2002—2011 годах председателем парламентской фракции зеленых в местном ландтаге. По вероисповеданию католик.

## Биография
После службы в армии он учился в 1970—1975 годах в Гогенгеймском университете на преподавателя биологии и химии (позже этики) в средней школе и в 1977 году успешно сдал экзамены. Он стал преподавателем биологии, химии и этики в колледже в Штутгарте, позднее также преподавал в ряде гимназий.
В ходе учёбы Кречман работал в течение нескольких лет председателем Генерального студенческого комитета (ASTA) Гогенгеймского университета. Он принимал участие во время учебы с 1973 по 1975 в работе маоистского Коммунистического союза Западной Германии. Впоследствии он назвал это действия «основными политическими ошибками» в своей жизни.
В 1979—1980 годах Кречман выступил соучредителем партии зелёных в Баден-Вюртемберге. В 1980 году он был впервые избран от зелёных в земельный парламент земли Баден-Вюртемберг. Кречман в 1988 году был переизбран в ландтаг земли Баден-Вюртемберг, а также становился депутатом ландтага по итогам выборов 1996 и 2001 годов. С 1996 по 2001 год Кречман являлся председателем Комитета по охране окружающей среды и транспорта земли Баден-Вюртемберг в ландтаге.
На выборах в ландтаг 2011 года партия «Союз 90/Зелёные» показывает лучший результат в своей истории. «Союз 90/Зелёные» набирают 24,2 % голосов и получают 36 мандатов в ландтаге. Христианские демократы показывают лучший результат — 60 мандатов. Однако Кречман создаёт коалиционное соглашение с социал-демократами, которые получают в ходе выборов 35 мандатов и становится первым «зелёным» премьер-министром федеральной земли Германии. За его кандидатуру проголосовало 73 депутата из 138 возможных. Такой успех зелёных на выборах был обусловлен обострённым вниманием к проблеме атомных электростанций в связи с аварией на Фукусиме и массовыми протестами против строительства нового вокзала в Штутгарте.
На выборах в ландтаг 2016 года «Зелёные» улучшили свой прошлый результат, получив 30,3 % голосов и 47 мандатов, и Кречман снова возглавил земельное правительство. На выборах 2021 года «Зелёные» получили 32,6% и 58 мандатов, вновь став лидирующей партией. Хотя представители СвДП выражали заинтересованность в коалиционном соглашении, Кречман сформировал «чёрно-зелёное» правительство с участием ХДС.
Кречман женат с 1975 года и имеет троих детей. Его жена Герлиндe Кречман также является по специальности учителем и до 2011 года работала учителем начальной школы.